# Martín García Mérou
Martín García Mérou (Buenos Aires, 14 de octubre de 1862 - Berlín, 30 de mayo de 1905) fue un poeta, novelista y ensayista, pero fueron sus críticas literarias las que lo volvieron reconocido, tarea limitada por su condición de diplomático y político. Entre sus obras se encuentran: Estudios literarios (1884), Libros y autores (1886,), Juan Bautista Alberdi (1890), Recuerdos literarios (1891), Confidencias literarias (1894), Ensayo sobre Echeverría (1894)) y El Brasil Intelectual: impresiones y notas literarias (1900).)  Falleció con 43 años.

## Biografía
Hijo del español Antonio García y de la francesa Olimpia Mérou, pasó su infancia en la provincia de Entre Ríos, y cursó sus estudios secundarios en el Colegio Nacional de Buenos Aires. Allí comenzó su carrera literaria, al ganar un concurso por una composición y comenzar a publicar folletines en el diario La Nación.
Inició estudios en derecho en la Universidad de Buenos Aires, pero prefirió dedicar su tiempo a la literatura, publicando sucesivos tomos de poesías. Perteneció al Círculo Científico y Literario y publicó en el periódico Álbum el Hogar, editado por el poeta Gervasio Méndez.
A los diecinueve años acompañó como oficial de legación a Miguel Cané, en la embajada argentina en Colombia, y poco después en Venezuela, donde también fue encargado de negocios interino. En 1883 fue secretario de la embajada en Brasil y al año siguiente en España. Hizo un largo viaje a París, desde donde acompañó a Nicolás Avellaneda en el viaje de regreso a su país, durante el cual se produjo el fallecimiento del expresidente.
En 1885 fue secretario privado del presidente Julio Argentino Roca, quien al año siguiente lo nombró embajador en Paraguay. Presidió las exequias de Domingo Faustino Sarmiento, fallecido en Asunción. Fue sucesivamente embajador en Perú, Brasil y Estados Unidos.
Durante su larga carrera diplomática mantuvo correspondencia con el diario La Nación, que publicaba sus artículos, y con su director, Bartolomé Mitre. Fue un firme admirador de los Estados Unidos y un ferviente creyente en los beneficios del panamericanismo, y colaboró activamente en el establecimiento de relaciones cordiales entre su país y la potencia norteamericana, que habían pasado por un período de fuerte rivalidad.
En 1901, el presidente Roca lo nombró ministro de Agricultura de la Nación, aunque no tuvo ninguna actuación de relevancia, ya que enseguida se puso al frente de la delegación de su país en la Conferencia Panamericana de México, donde propuso establecer como norma obligatoria para todas las diferencias entre países el arbitraje por gobiernos de terceros países; tuvo la firme oposición del delegado estadounidense. Por eso mismo, solicitó y obtuvo del presidente su reposición como embajador en ese país, para continuar su campaña en favor de la postura del arbitraje.
En 1905 fue nombrado embajador en el Imperio Alemán, con cargo de ministro plenipotenciario ante Rusia y el Imperio Austrohúngaro. Falleció pocos días después de su llegada a Berlín, en mayo de ese año.

No; no es un desconocido para vosotros ni para nadie en nuestra patria Martín García Mérou. Su nombre, puesto al pie de un canto inspirado en el amor a la justicia y en la admiración que infunde el heroísmo en las almas bien templadas, ha quedado grabado en nuestros corazones tan profundamente como el recuerdo del héroe que cantó y la grandeza de la gloria que lo inspirara!.
Ricardo Rossel. Presidente del Ateneo de Lima. Del discurso de bienvenida al Ateneo de Lima. Lima, 20 de noviembre de 1891

## Obra escrita
Poesía.
- Poesías (1878-1880),
- Nuevas Poesías (1880-1881),
- Varias Poesías,
- Lavinia (poemita),
- Poesías (1880-1885) Voces íntimas - La vieja historia - En viaje - Cantos y poemas. Con una carta de Carlos Guido Spano. descargar
- Una nueva edición que aparentemente las reúne se llamó Poesías (1878-1885) 2.ª edición

Otros. Literatura.
- Reflejos
- 1884. Impresiones, "Recuerdos de Viaje" (descargar[9])
- 1886. Ley Social, descargar
- 1889. Perfiles y miniaturas descargar

Críticas.
- Estudios literarios (1884)
- Libros y autores (1886, críticas a autores de la época como Cambaceres)[10] A propósito de las críticas de Mérou a un autor tan ignorado en su época, puede leerse la carta escrita por Cambaceres a Mérou en 1885[11]
- Juan Bautista Alberdi, ensayo histórico (1890)
- Cuadros épicos (1890)
- Recuerdos literarios (1890)
- Mis huacos (1893)
- Ensayo sobre Echeverría (1894), sobre Esteban Echeverría, el autor de "El Matadero", considerado fundacional de la literatura argentina en 1830-1840 descargar
- Historia de la República Argentina (texto escolar, 1899)
- El Brasil intelectual (1900) descargar
- Estudios americanos (1900) descargar y nueva edición 1915 descargar
- Historia de la diplomacia americana (1904)
- Apuntes económicos e industriales sobre los Estados Unidos (1905)

Fue el autor de introducciones y prólogos como:
- Miguel Cané. 1919. Prosa ligera. Con una introducción de Martín García Mérou (editado por La Cultura Argentina) descargar

Fue a su vez criticado en la época por:
- Ernesto Quesada. 1893. Reseñas y críticas. descargar